# Johann Heinrich Leberecht Pistorius
Pour les articles homonymes, voir Pistorius.
Johann Heinrich Leberecht Pistorius, né le 21 février 1777 à Loburg (duché de Magdebourg) et mort le 27 octobre 1858 à Weissensee (Brandebourg), était un commerçant et agriculteur prussien.

## Biographie
Issu d'une famille originaire de la région de Magdebourg, Johann Pistorius étudia au lycée de Joachimsthal à Berlin. Il approfondit par la suite ses connaissances en chimie et s'intéressa à la distillation, et plus particulièrement à la production d'eau-de-vie de pomme de terre (Kartoffelschnaps). On lui doit l'invention en 1817 de l'appareil de Pistorius, qui révolutionna la production de l'eau-de-vie et l'agriculture dans le Brandebourg.

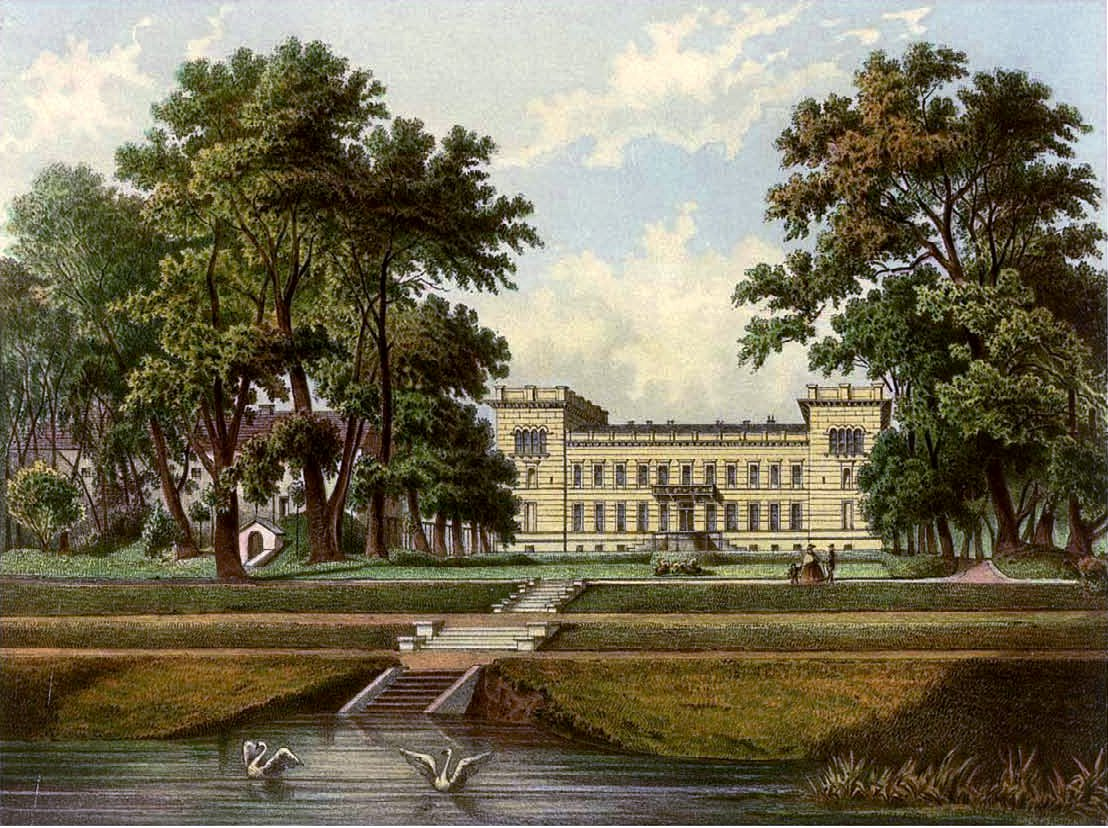
Le, vers 1860.

En 1821, il acquit le manoir de Weissensee et en fit un domaine modèle. Il y développa la culture de pommes de terre pour la production d'eau-de-vie et l'élevage. Pendant de longues années, Pistorius était député du conseil de l'arrondissement du Bas-Barnim au sein du district de Potsdam.
Après sa mort en 1858, il fut inhumé dans le mausolée qu'il avait fait construire près de l'église paroissiale de Weissensee. Son nom a été donné à une rue (Pistoriusstraße) et à une place (Pistoriusplatz) de Berlin-Weissensee.